# Vesicularia firma
Vesicularia firma är en bladmossart som beskrevs av Hugh Neville Dixon och Potier de la Varde 1930. Vesicularia firma ingår i släktet Vesicularia och familjen Hypnaceae. Inga underarter finns listade i Catalogue of Life.